# Montehermoso
Montehermoso er en by i det centrale Spanien og hovedstad i provinsen Cáceres, den har et indbyggertal på 5.769 (2008).
- Wikimedia Commons har flere filer relateret til Montehermoso

40°05′18″N 6°20′59″V / 40.0884°N 6.3496°V